# 加色丁禮天主教薩勒馬斯教區
加色丁禮天主教薩勒馬斯教區（拉丁語：Eparchia Salmasiensis）是伊朗一個東儀天主教（加色丁禮）教區，屬烏爾米耶總教區。是伊朗三個加色丁禮教區之一。
總教區成立於1709年。1983年11月30日起總教區和烏爾米耶總教區的主教由同一個人出任。現任教區主教為多默·梅拉姆。